# Exechopalpus nigripes
Exechopalpus nigripes là một loài ruồi trong họ Tachinidae.